# Holotrichia singhalensis
Holotrichia singhalensis är en skalbaggsart som beskrevs av Brenske 1892. Holotrichia singhalensis ingår i släktet Holotrichia och familjen Melolonthidae. Inga underarter finns listade i Catalogue of Life.